# Restrepia falkenbergii
Restrepia falkenbergii é uma espécie de orquídea (Orchidaceae) originária dos Andes.
O nome do gênero foi batizado em homenagem ao botânico alemão Paul Falkenberg.

## Habitação
É originária  da região da Antioquia, Colômbia, na cordilheira central, em altitudes de 1.000 a 2.000 metros acima do nível do mar.